# وائل غسان
وائل غسان سعيد، من مواليد 1 يناير 1984، هو سباح قطري، شارك غسان سعيد في دورة الألعاب الأولمبية، والتي استضافتها مدينة سيدني الأسترالية سنة 2000.